# Iacobeni (Suceava)
Pour les articles homonymes, voir Iacobeni.
Iacobeni est une commune roumaine située dans le județ de Suceava.